# Yosowilangun Kidul
Yosowilangun Kidul is een bestuurslaag in het regentschap Lumajang van de provincie Oost-Java, Indonesië. Yosowilangun Kidul telt 8377 inwoners (volkstelling 2010).